# Clethra arfakana
Clethra arfakana är en tvåhjärtbladig växtart som beskrevs av Herman Otto Sleumer. Clethra arfakana ingår i släktet Clethra och familjen Clethraceae. Inga underarter finns listade i Catalogue of Life.